# Mandel (vattendrag)
Mandel är ett vattendrag i Belgien.   Det ligger i provinsen Västflandern och regionen Flandern, i den västra delen av landet, 70 km väster om huvudstaden Bryssel.
Runt Mandel är det i huvudsak tätbebyggt. Runt Mandel är det tätbefolkat, med 476 invånare per kvadratkilometer.